# Canon EOS 4000D

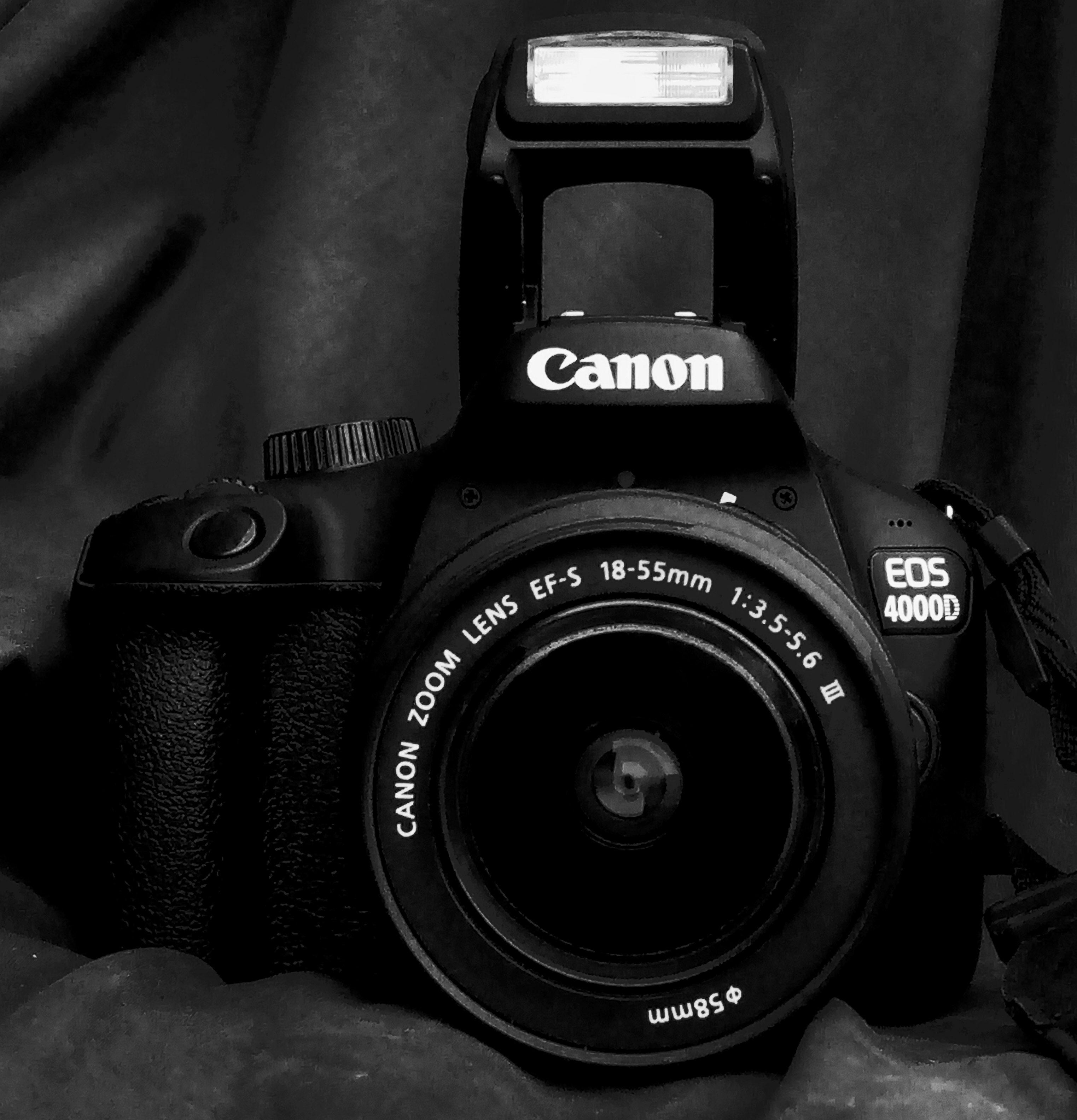
Canon Eos 4000D

La Canon EOS 4000D è una fotocamera DSLR prodotta da Canon, nota anche come EOS Rebel T100, miglioramento della Canon EOS 1300D, è stata lanciata nell'Aprile 2018, in concomitanza con la Canon EOS 2000D, diretto aggiornamento della sopracitata 1300d.